# Jerzy Wojciech Grochowski
Jerzy Wojciech Grochowski pseudonim „Wacław Zimny”, „Zimny”, „Jarosław II”, „Stary” (ur. 14 stycznia 1915 w Łodzi, zm. 1 października 2007 w Warszawie) – polski chemik, żołnierz AK, pułkownik WP, członek Komitetu Redakcyjnego „Encyklopedii Techniki Wojskowej”.
W czasie II wojny światowej był żołnierzem Armii Krajowej, uczestniczył w powstaniu warszawskim. Po wojnie ukończył studia na Wydziale Chemii Uniwersytetu Warszawskiego. Był adiunktem Zakładu Chemii Organicznej UW, wykładowcą i zastępcą Szefa Katedry OP Chem. Wojskowej Akademii Technicznej w Warszawie. 
Pochowany 5 października 2007 r. na cmentarzu Wawrzyszewskim w Warszawie. 

## Odznaczenia
- Krzyż Walecznych
- Srebrny Krzyż Zasługi z Mieczami